# إيرباي كاري
إيرباي كاري (بالإنجليزية: Irby Curry) هو لاعب كرة قدم أمريكية أمريكي، ولد في 4 أغسطس 1894 في مارلين في الولايات المتحدة، وتوفي في 10 أغسطس 1918.